# عرقة آل سليمان
عرقة آل سليمان: إحدى مراكز محافظة طريب. تقع في شمال المحافظة على مسافة 57 كيلاً، ويقطنها 294 نسمة.